# 後藤惟明
後藤 惟明（ごとう これあき、天文14年（1545年） - ?）は、戦国時代の肥前国の戦国武将。通称は弥二郎。
実父は平戸松浦氏の松浦隆信。後に後藤貴明の養子となるが、養父と対立し後藤氏を去った。正室は須古城主・平井経治の娘。

## 略歴
松浦隆信（道可）の次男として誕生する。永禄3年（1560年）、武雄（現・佐賀県武雄市）の領主であった、後藤貴明の養子に迎えられる。当時貴明に実子がいなかったことと、隆信が宗家の相神浦松浦氏と対立する中で後藤氏の支援を求めた政略的事情が、養子になった理由であった。
しかし、永禄5年（1562年）に養父・貴明に実子・晴明が誕生、翌永禄6年（1563年）に相神浦松浦氏が平戸松浦氏に降参した。このため惟明が養子になった理由は失われ、後藤家中での立場を弱くしていった。
天正2年6月23日（1574年7月21日）、ついに惟明は養父・貴明に対して反逆する。一時は養父を居城から追放するまでに至るも、貴明が龍造寺隆信に支援を求めたため、惟明の軍は龍造寺軍に攻撃され、同年8月21日（9月16日）に降伏。完全に後藤氏での居場所を無くした惟明は実家・平戸松浦氏を頼って落ちのび、養子縁組も解消されることとなった。
実家に帰されてからは日宇（現佐世保市）に隠棲した。白岳神社を建立したのは惟明と社伝で伝えられる。

## 系譜
- 父：松浦隆信
- 母：不詳
- 養父：後藤貴明
- 正室：平井経治の娘